# Lode Sengers
Lodewijk Antonius Sengers (Rotterdam, 5 september 1896 – Leiden, 2 maart 1956) was een Nederlands (wand)schilder, graficus en monumentaal vormgever.

## Leven en werk
Lode Sengers was van katholieken huize, hij was een zoon van schoenmaker Johannes Hendrikus Sengers en Johanna Catharina Walop. Hij werd opgeleid aan de Academie van Beeldende Kunsten en Technische Wetenschappen in Rotterdam. Hij was een leerling van Antoon Derkzen van Angeren, Huib Luns en Simon Moulijn.
Sengers maakte onder andere portretten, boekillustraties, gelegenheidsgrafiek, gravures, houtsneden, litho's, kruiswegstaties, mozaïeken, wandschilderingen en -decoraties. Een aantal van zijn prenten werd uitgegeven door de Utrechtse firma Wed. J.R. van Rossum. Voor het Nederlands paviljoen op de wereldtentoonstelling van 1937 in Parijs, ontwierp hij een mozaïekwerk dat werd uitgevoerd door Goedewaagen. Naar aanleiding van de plaatsing van kruiswegstaties in de Leonarduskerk in Leiden kenschetste De  Maasbode hem in 1950 als "een rustige, evenwichtige figuur temidden van de rumoerige modernen. Deze rust vindt haar afstraling in zijn werk, dat weinig in zich heeft van de hevige, helgekleurde visie van de gepassioneerde; Sengers' kunst lijkt meer voortgekomen uit de verfijnde smaak en compositiezin van de mozaïekzetter, dan uit de spontane inspiratie van de gedrevene. Het decoratieve element staat bij hem sterk op de voorgrond, vooral in zijn latere werk."
Hij was lid van de Algemene Katholieke Kunstenaarsvereniging (AKKV), bestuurslid van de groep Beeldende Kunsten van de AKKV en lid van de Kring van beeldende kunstenaars R33 en de Vereeniging tot Bevordering der Grafische Kunst 'De Grafische'. Zijn veelal christelijk-religieus werk toonde hij tijdens missietentoonstellingen in Delft (1933) en Rotterdam (1935) en diverse andere exposities van religieuze kunst en kunstnijverheid, onder andere in het Sint-Bernulphushuis (1932) in Amsterdam, het Museum De Lakenhal (1933, 1949) in Leiden en het Museum van Nieuwe Religieuze Kunst (1940-1941) in Utrecht.
Sengers overleed op 59-jarige leeftijd in zijn woonplaats Leiden.

## Enkele werken
- 1933 wandschilderingen voor de paviljoens van Berg en Bosch in Bilthoven.
- 1933 wandschildering van Onze Lieve Vrouwe ter Eem voor het klooster in Amersfoort.
- 1934 e.v. illustraties voor de boeken Hoe de H. Maria leefde (1934), Verre reizen (1936), Het brandende braambosch (1937), Naar het hart van de spin (1937), Op leven en dood (1938) en Lichtende fakkels (1939) van Bethanië Bloemendaal (eigenlijk: Agnes Westermann, oud-overste van de Vrouwen van Bethanië), uitgegeven door N.V. Van Munster's Uitgeversmaatschappij, Amsterdam.
- 1937 wandschildering van  Hercules op de tweesprong, voor het Erasmiaans Gymnasium, Rotterdam.
- 1937 wandschildering voor sigarenfabriek Edelachtbaar in Leiden.
- 1938 wandschilderingen voor de Schouwburg Arnhem.
- 1938 vier gebrandschilderde ramen in het priesterkoor en een wandschildering van Maria met Kind voor de Mariakapel van de Sint-Jozefkerk in Kaatsheuvel.
- 1938-1939 schilderingen van Maria Sterre der Zee en Sint Christoffel voor de paneeldeuren van het altaar en vier beschilderde panelen voor het verandacafé in de toeristenklasse van de Nieuw Amsterdam.
- 1939 gebrandschilderde ramen met als thema wolfabricatie voor het trappenhuis van C&A in Enschede.
- 1939 affiche voor de bloedtransfusiedienst van het Nederlandse Rode Kruis.
- 1947 altaarluik voor de Nieuw Amsterdam.
- 1947 altaarbeschildering voor de Willem Ruys.
- 1949 wandschildering voor de Mariakerk in Haarlem.
- 1950 kruiswegstaties voor de Leonarduskerk in Leiden.
- 1951 wandschilderingen voor de Cor Jesu-kweekschool in Eindhoven.
- 1955 wandschilderingen voor de RK Huishoudschool Sancta Maria Goretti in Den Haag.

- Biografisch Portaal: 63489710
- International Standard Name Identifier: 0000 0003 8757 7154
- Nederlandse Thesaurus van Auteursnamen: 070506396
- RKD-Nederlands Instituut voor Kunstgeschiedenis: 71959
- Virtual International Authority File: 280585969
- WorldCat: E39PBJrckPD8PyB93qP9pxxqwC